# Kozí horka
Kozí horka je přírodní památka poblíž obce Plumlov v okrese Prostějov. Oblast spravuje Krajský úřad Olomouckého kraje.

## Předmět ochrany
Důvodem ochrany je zbytek travnaté stepi s teplomilnou květenou

## Fotogalerie

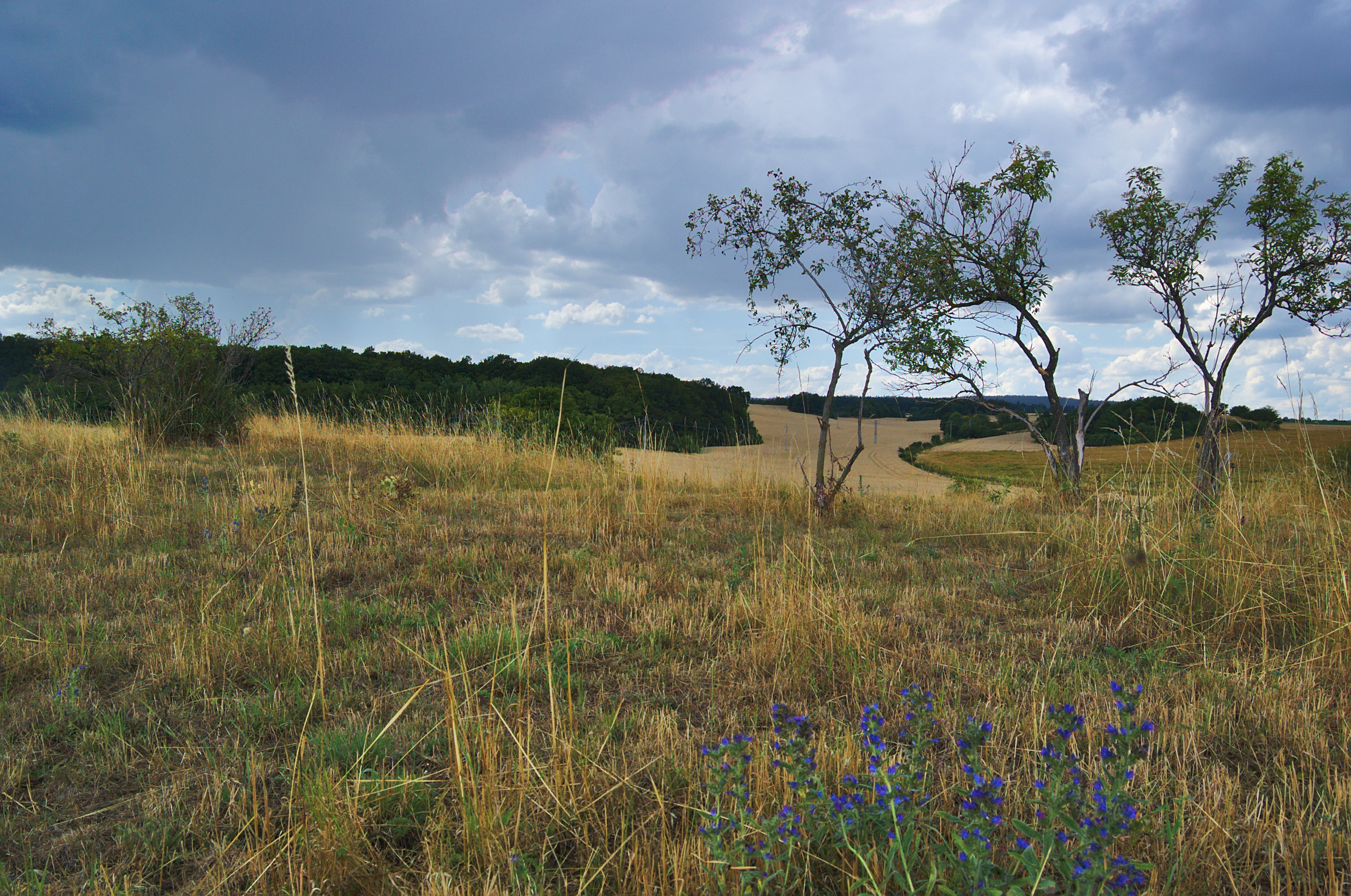
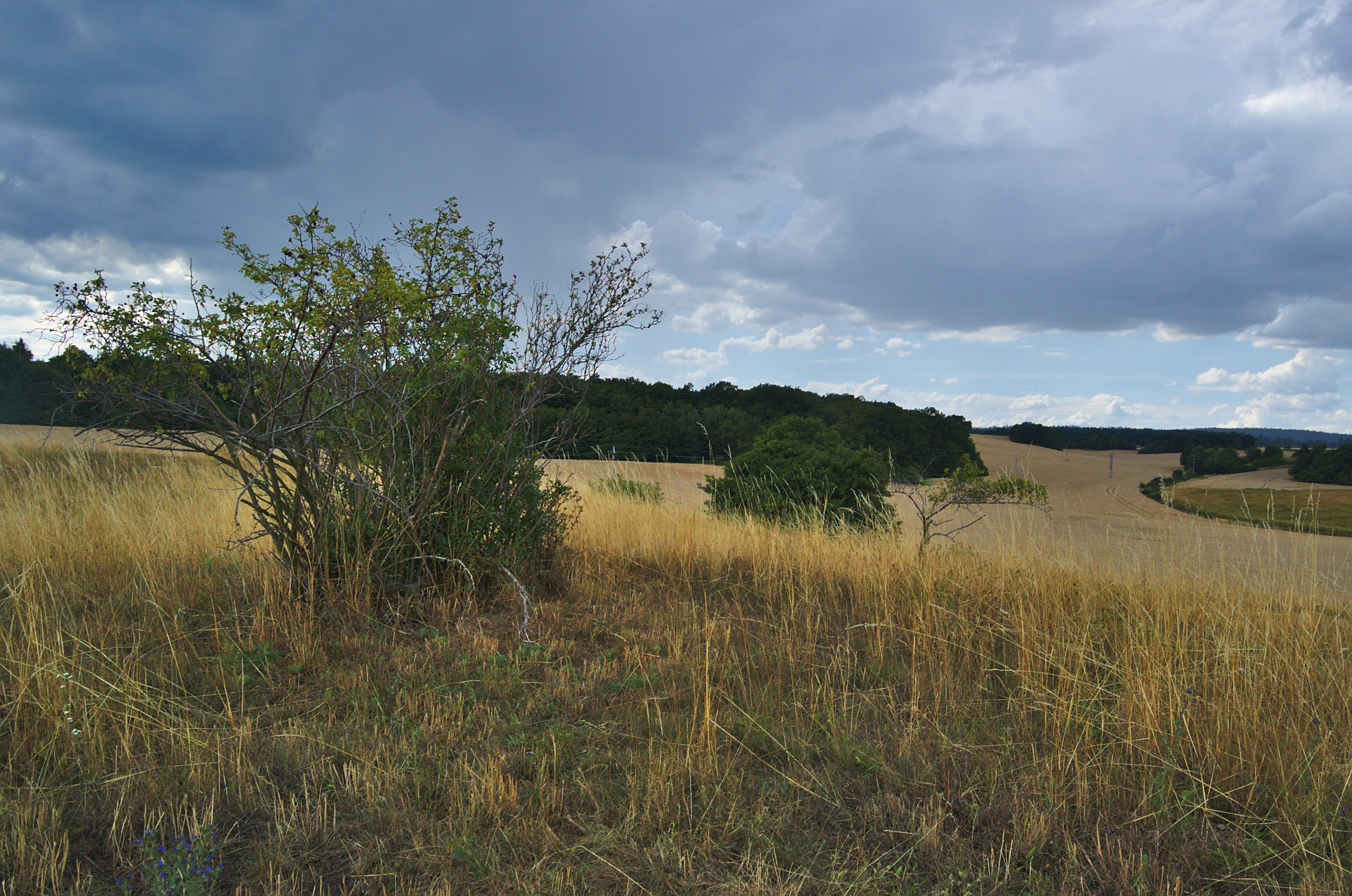
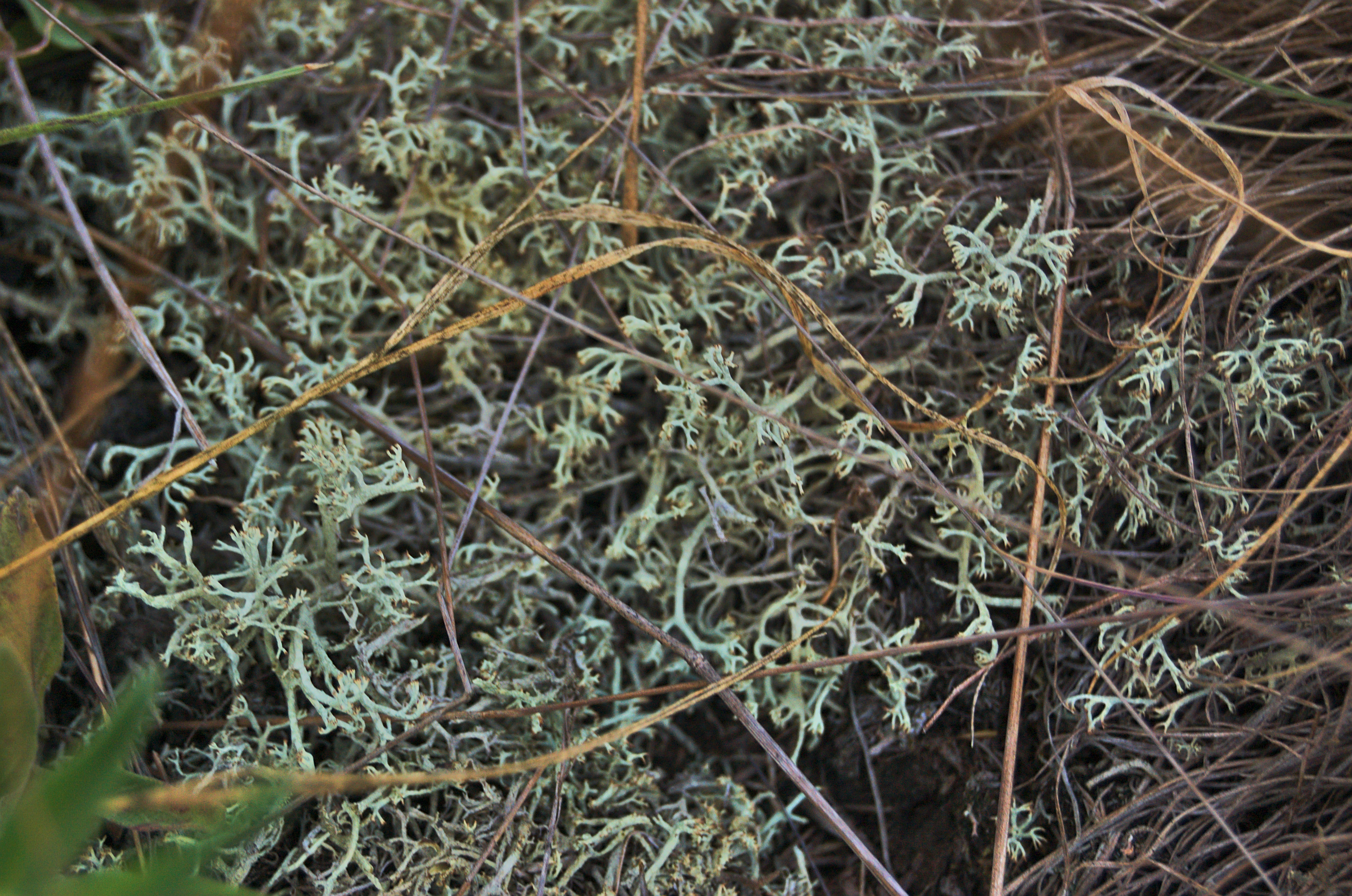
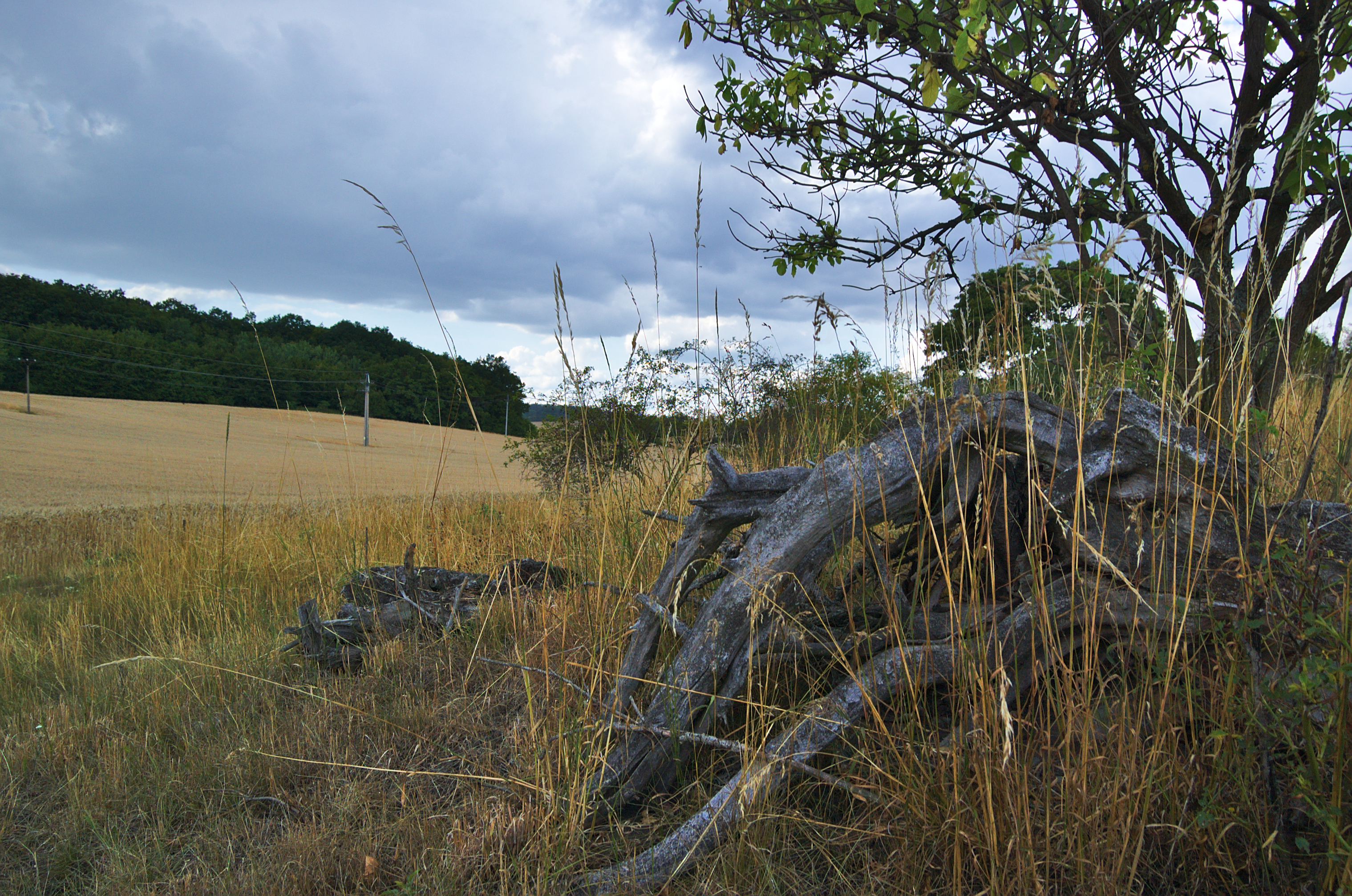
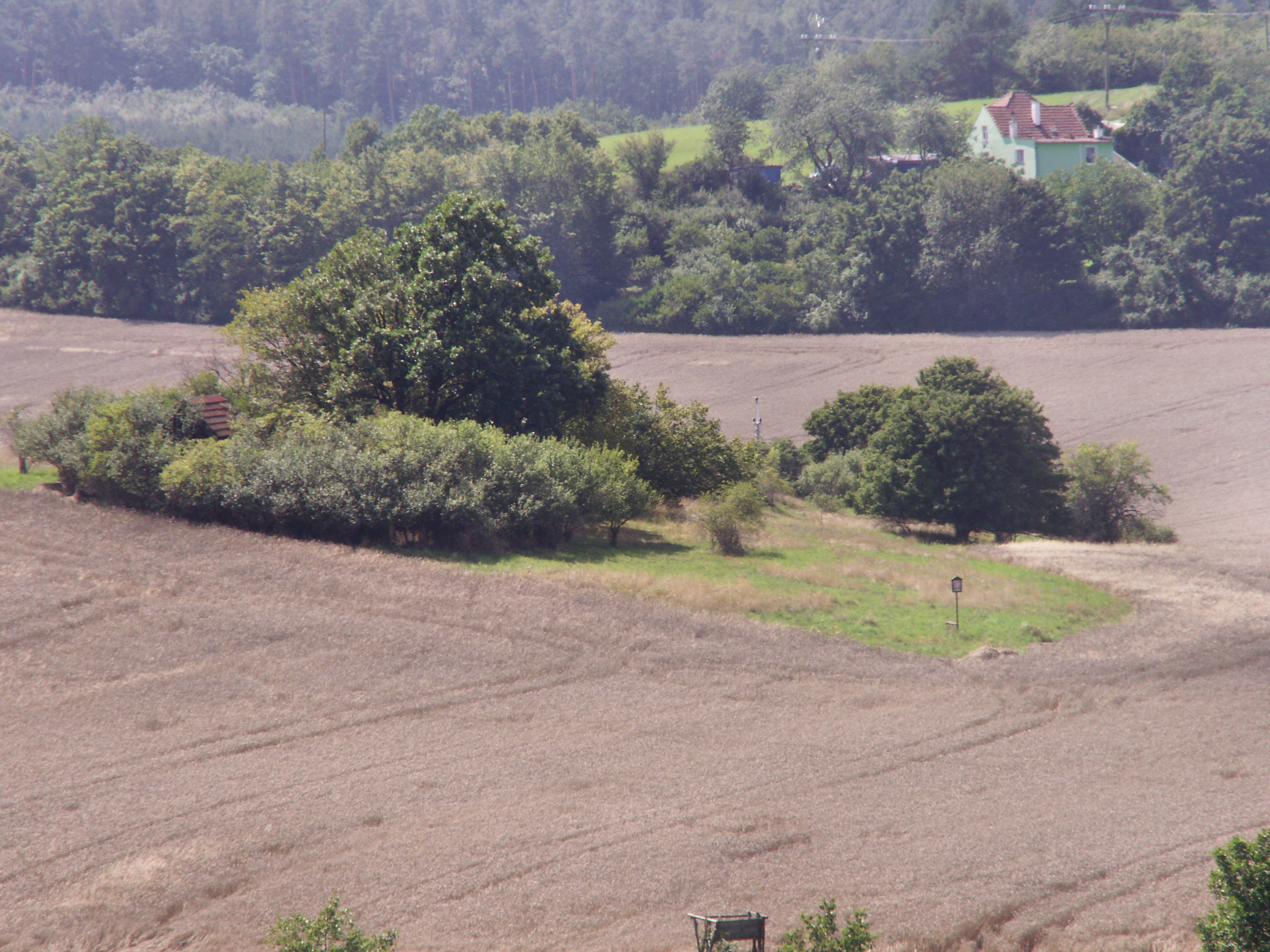